# Sporto Kantes
Sporto Kantes es un grupo francés de drum and bass fundado en 1990.

## Historia
La banda nace con la unión de sus dos integrantes, Benjamin Sportes y Nicolas Kantorovwicz, bajista de Wampas. Sportes tocaba Rockabilly en la década de los 80's junto a Eduardo Leal de la Gala, (Wreckless Eric/Ltno, Gala and the Muzer) mientras que Kantorovwicz interpretaba thrash metal. Aunque como grupo, su música es una mezcla de géneros entre los que se encuentran: dub, jazz, reggae, hip hop, o incluso música brasileña. La banda ha trabajado con un Akai S 2000 en la composición de algunos de sus temas, como por ejemplo Whistle.
La canción Slits aparece en la serie de televisión británica Skins en el primer episodio de la 6ª temporada.

## Discografía

### Álbumes
- 1999: Nickson
- 2000:  Party
- 2001: Act 1
- 2002: The Catalogue of...
- 2004: 2nd Round
- 2008: 3 At Last
- 2012: 4

### Singles
- 2012: "Lee"